# Geryichthys sterbai
Geryichthys sterbai är en fiskart som beskrevs av Zarske, 1997. Geryichthys sterbai ingår i släktet Geryichthys och familjen Crenuchidae. Inga underarter finns listade i Catalogue of Life.